# Deficiencia de minerales
La deficiencia de minerales es la falta de minerales en la dieta, los micronutrientes que se necesitan para la salud adecuada de un organismo. La causa puede ser una dieta deficiente, una absorción deficiente de los minerales que se consumen o una disfunción en el uso del mineral por parte del organismo después de su absorción. Estas deficiencias pueden provocar muchos trastornos, como anemia y bocio. Los ejemplos de deficiencia de minerales incluyen, deficiencia de zinc, deficiencia de hierro y deficiencia de magnesio.